# Pack River (Williston Lake)
Der Pack River ist ein Zufluss des Williston Lake in der kanadischen Provinz British Columbia.

## Flusslauf
Der Pack River bildet den Abfluss des McLeod Lake an dessen Nordende. Er fließt in nördlicher Richtung. Dabei durchfließt er den Tudyah Lake und mündet nach etwa 30 km Gesamtstrecke in das Südende des Parsnip Reach des Williston Lake. Vor der Errichtung des W.-A.-C.-Bennett-Staudamms und der Entstehung des Stausees Williston Lake mündete der Pack River linksseitig in den Parsnip River. Der Pack River hat am Abfluss aus dem McLeod Lake einen mittleren Abfluss von 42 m³/s. Seine Quellflüsse, Crooked River und McLeod River, speisen den McLeod Lake.
Der Pack River entwässert ein Areal von etwa 3850 km². Der mittlere Abfluss am Ausfluss aus dem McLeod Lake beträgt 44 m³/s. Der Fluss führt gewöhnlich im Mai während der Schneeschmelze die größten Wassermengen.